# اوروویل شرقی (کالیفرنیا)
اوروویل شرقی (به انگلیسی: Oroville East) یک منطقهٔ مسکونی در ایالات متحده آمریکا است که در شهرستان بیوت، کالیفرنیا واقع شده‌است. اوروویل شرقی ۵۷٫۸۱۹ کیلومتر مربع مساحت و ۸٬۲۸۰ نفر جمعیت دارد.